# Pasadena (Terranova y Labrador)
Pasadena es un pueblo canadiense situado en la provincia de Terranova y Labrador.

## Superficie
Pasadena tiene una superficie de 49,17 km².

## Demografía
En 2021, tenía 3524 habitantes, una densidad poblacional de 71,7 hab./km², y 1598 viviendas.